# Centre pénitentiaire d'Uerschterhaff
Le centre pénitentiaire d'Uerschterhaff (abrégé en CPU) ou prison de Sanem est un centre pénitentiaire fermé en construction au Luxembourg. Il est situé près de la localité de Uerschterhaff (lb), sur le territoire de la commune de Sanem dans le canton d'Esch-sur-Alzette.

## Histoire
La nouvelle prison devrait résoudre la saturation du centre pénitentiaire de Schrassig et permettre d'incarcérer les détenus en attente de leur procès dans un lieu distinct.
Sa mise en service est prévue pour septembre 2022 et devrait accueillir jusqu'à 400 détenus, bien qu'en principe elle ne devrait pas dépasser les 300 détenus.
Entre-temps, en mai 2020, le directeur adjoint du centre pénitentiaire de Luxembourg depuis juin 2006, Jeff Schmit, est nommé au poste de directeur pour une entrée en fonction à partir du 1er juin.